# Slow Down (Pragueの曲)
「Slow Down」（スローダウン）は、2009年9月9日に発売されたPragueのデビューシングル。

## 解説
- 初回生産限定盤には、ミュージッククリップDVDが付く。

## 収録曲

### CD
1. Slow Down (4:59)
作詞：鈴木雄太 作曲：Prague
2. 影踏み (3:33)
作詞：鈴木雄太 作曲：Prague

### DVD
1. Slow Down（Music Clip）